# مسجد المنصور (جاكرتا)
مسجد المنصور Masjid Jami Al Mansur هو أحد أقدم المساجد في جاكرتا، إندونيسيا . يقع المسجد في جيمباتان ليما، تامبورا، جاكرتا . يعد المسجد أحد مواقع التراث الثقافي المدرجة في جاكرتا. سمي المسجد باسم الخ. محمد منصور المعروف باسم جورو منصور (وهو شخصية بيتاوية معروفة بكفاحها ضد الحكم الاستعماري الهولندي).

## تاريخه
أسس رادين عبد الملك، المعروف أيضًا باسم الأمير جاكراجايا أدينينجرات، هذا المسجد في القرن الثامن عشر (تحديا عام 1717 م) لأغراض العبادة وكذلك كوسيلة للتثقيف العقلي المجتمعي ضد الغزاة. كان يسمى هذا المسجد سابقًا جامي كامبونج سواح، وكان له دور في النضال من أجل استقلال إندونيسيا ضد الهولنديين واليابانيين تحت قيادة حزب KH.
محمد منصور خلال عامي 1947 و1948، كان هناك تبادل لإطلاق النار بين القوات القومية وجنود نيكا، عندما حاول منصور رفع العلم الأحمر والأبيض في المآذن التي تبدو الآن وكأنها مسجد قديم. بعد محمد. توفي المنصور في 12 مايو 1967، وسمي المسجد مسجد جامع المنصور. تم إدراج هذا المسجد ضمن قائمة التراث الثقافي بموجب قرار المحافظ رقم ج.ب. 11/1/12/72 بتاريخ 10 يناير 1972 (الجريدة الرسمية رقم 60/1972).

## النمط المعماري
القاعة الرئيسية للمسجد والتي تعد أقدم مبنى في المسجد تبلغ مساحتها 12 by 14.40 متر (39.4 قدم × 47.2 قدم) . البناء الجميل هو الأعمدة الأربعة الصلبة التي تبدو صلبة في الوسط. الجزء السفلي من الأعمدة مثمن الشكل وفوقه يوجد حاجز وجرس وكرة مسطحة.
الساق الرئيسية (في الوسط) فهي مستديرة ومزينة بدرزات أيضًا. الجزء العلوي مستطيل الشكل ومحدود بالدرز. على ارتفاع نصف المسافة بين الأعمدة الأربعة توجد عوارض خشبية، من بين أمور أخرى، لدعم الدرجين المؤديين إلى العلية. على رأس 55 سنتيمتر (22 بوصة) عوارض عريضة على الجانبين الأيمن والأيسر مثبتة بقطر 80 سنتيمتر (31 بوصة) السياج العالي. هذا النمط من السياج هو على شكل معين.
هذا البناء وشكل سوكوجورو على الطراز الغربي. يتداخل سقف هذا المسجد على شكل ليماسان. يقع البرج في غرفة جديدة أمام المسجد القديم، وهو أسطواني الشكل يصل ارتفاعه إلى 12 متر (39 قدم) . وفي الجزء الرابع والخامس من البرج يوجد تراس بسياج حديدي. وكان سقف المئذنة عبارة عن قبة نصف دائرية.